# St. Ursula (Meiste)

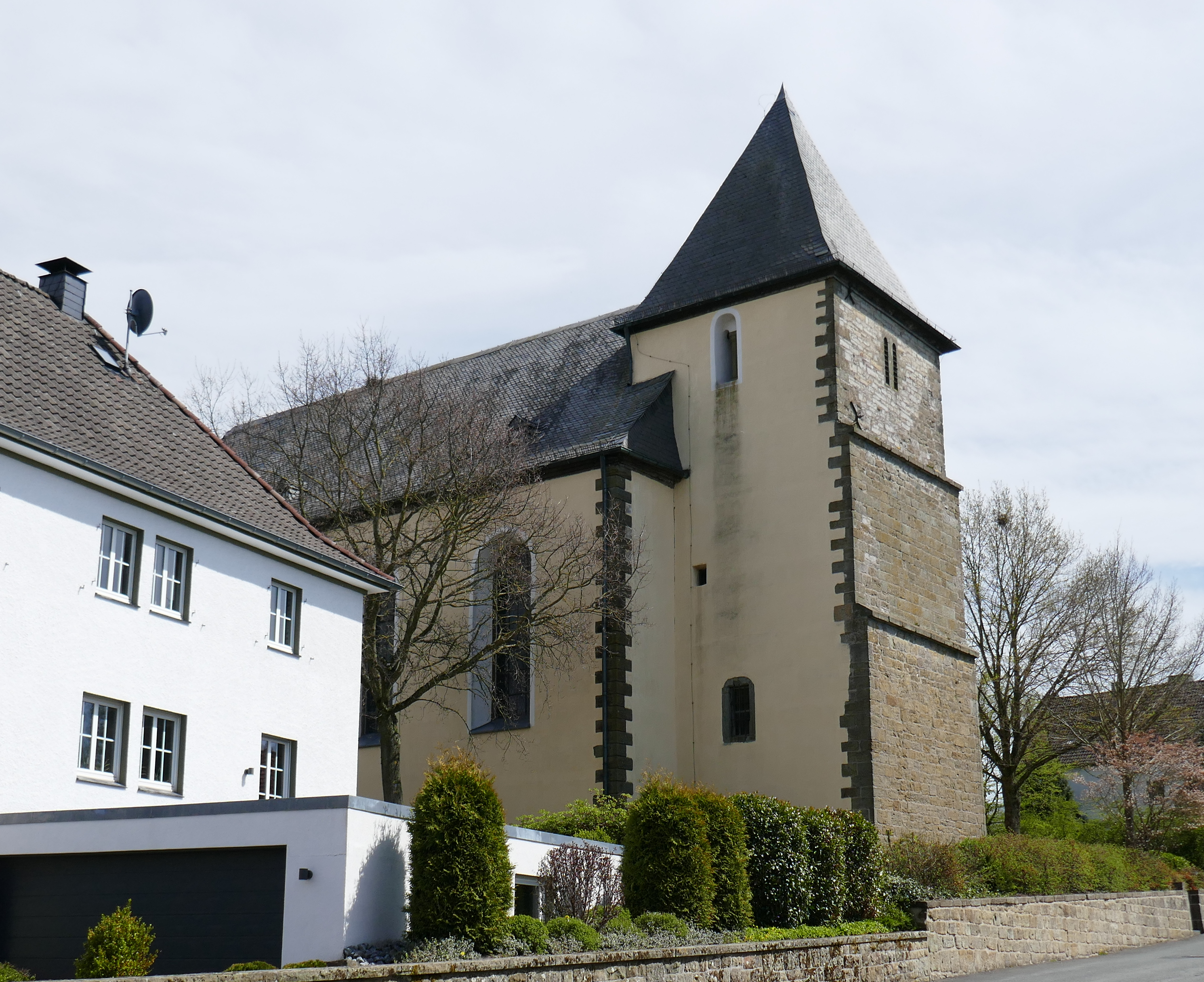
Pfarrkirche St. Ursula in Meiste

Die katholische Pfarrkirche St. Ursula ist ein denkmalgeschütztes Kirchengebäude in Meiste, einem Ortsteil von Rüthen im Kreis Soest (Nordrhein-Westfalen).

## Geschichte und Architektur

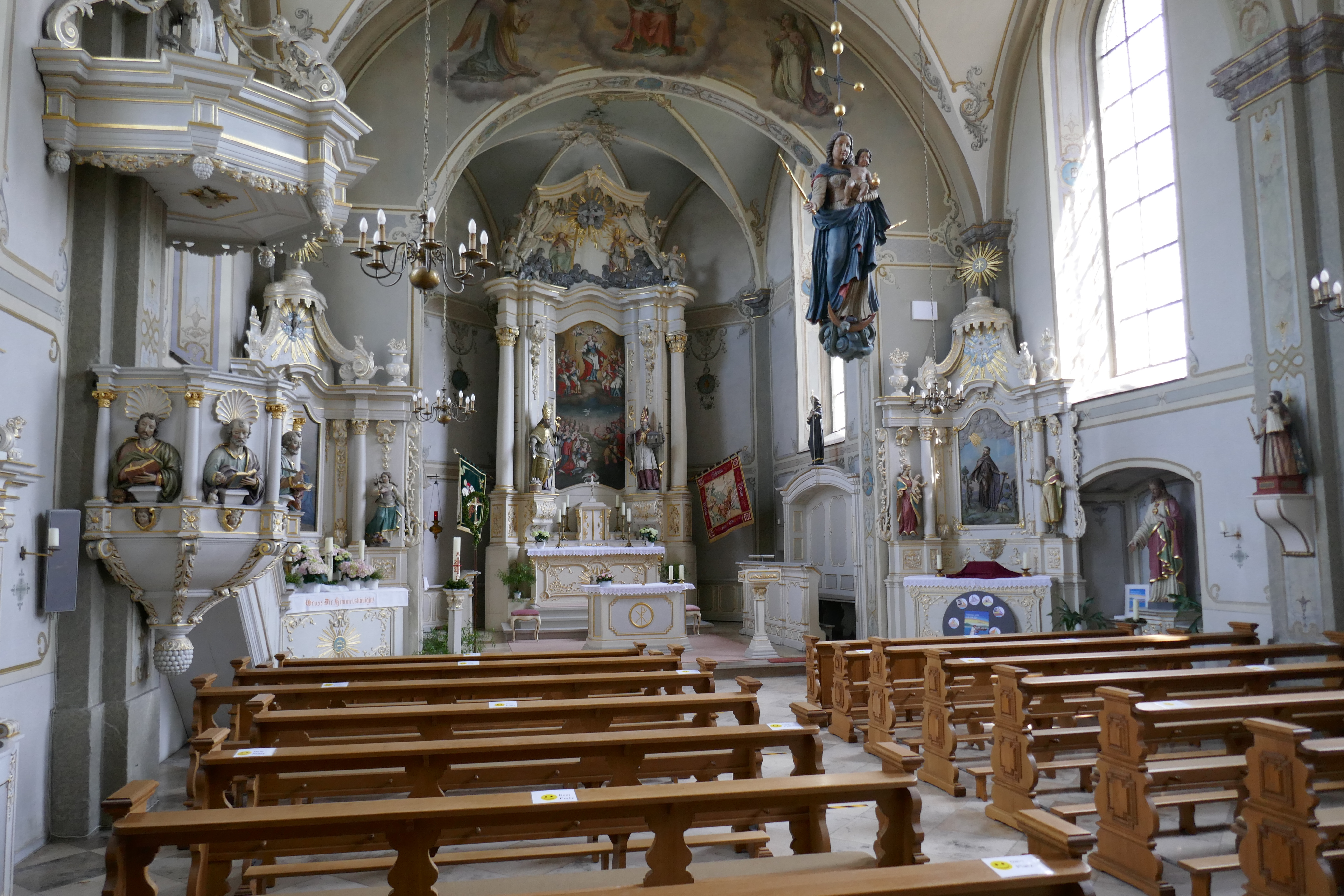
Innenansicht

Eine Vorgängerkirche, von der wohl der Westturm in der derzeitigen Kirche erhalten ist, gab es schon 1191. Der Turm ist mit durch Säulchen geteilten Schallarkaden gegliedert. Ihm wurde ein Pyramidenhelm aufgesetzt. Ein etwas kleinerer Bau mit eingezogenem Rechteckchor wurde unter dem Saal ergraben. Die derzeitige dreijochige Saalkirche mit eingezogenem Chor und dreiseitigem Schluss wurde 1736 geweiht. Die Kreuzgratgewölbe mit neubarocker Ausmalung wurden 1910 eingezogen und 1976 restauriert.

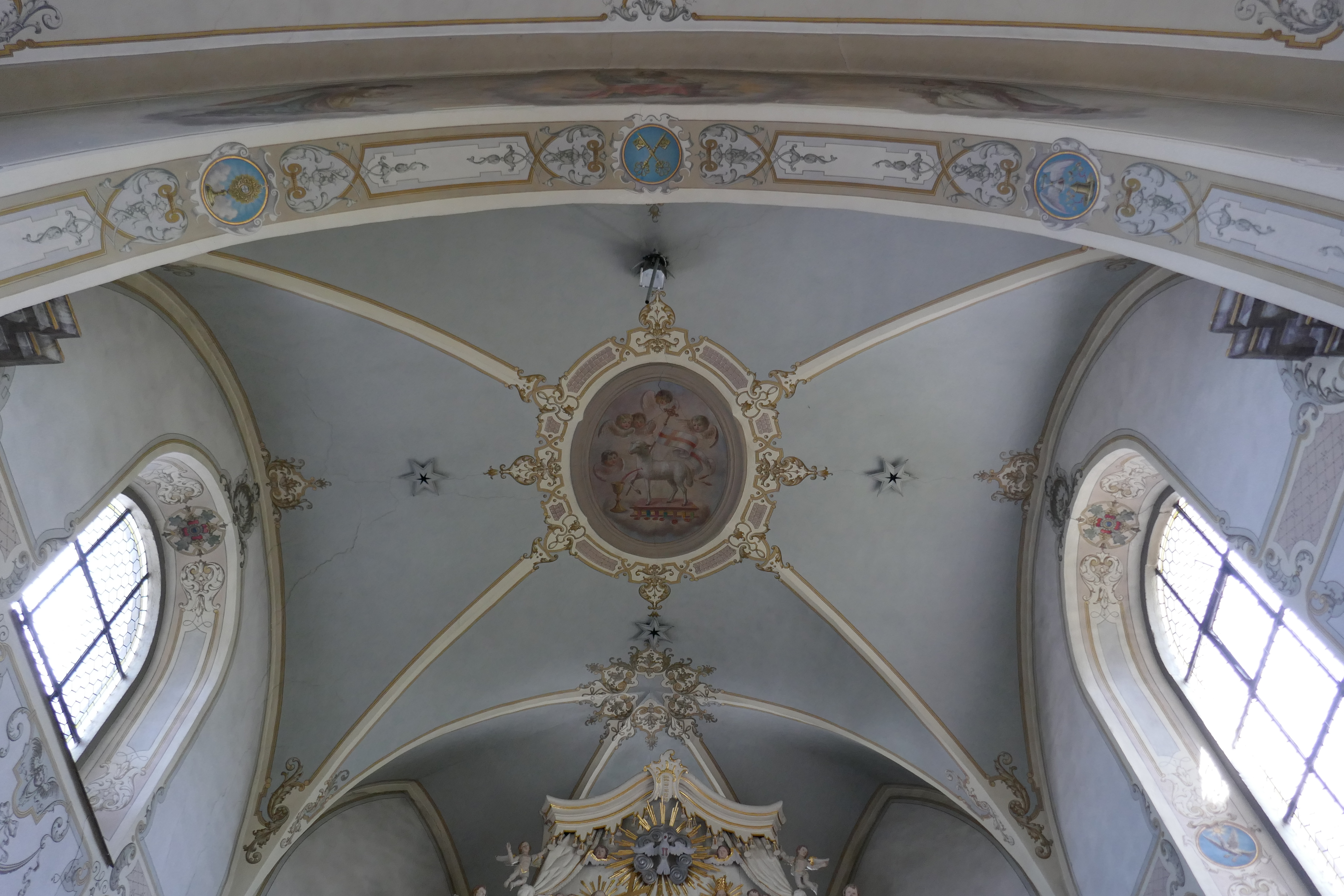
Kreuzgratgewölbe
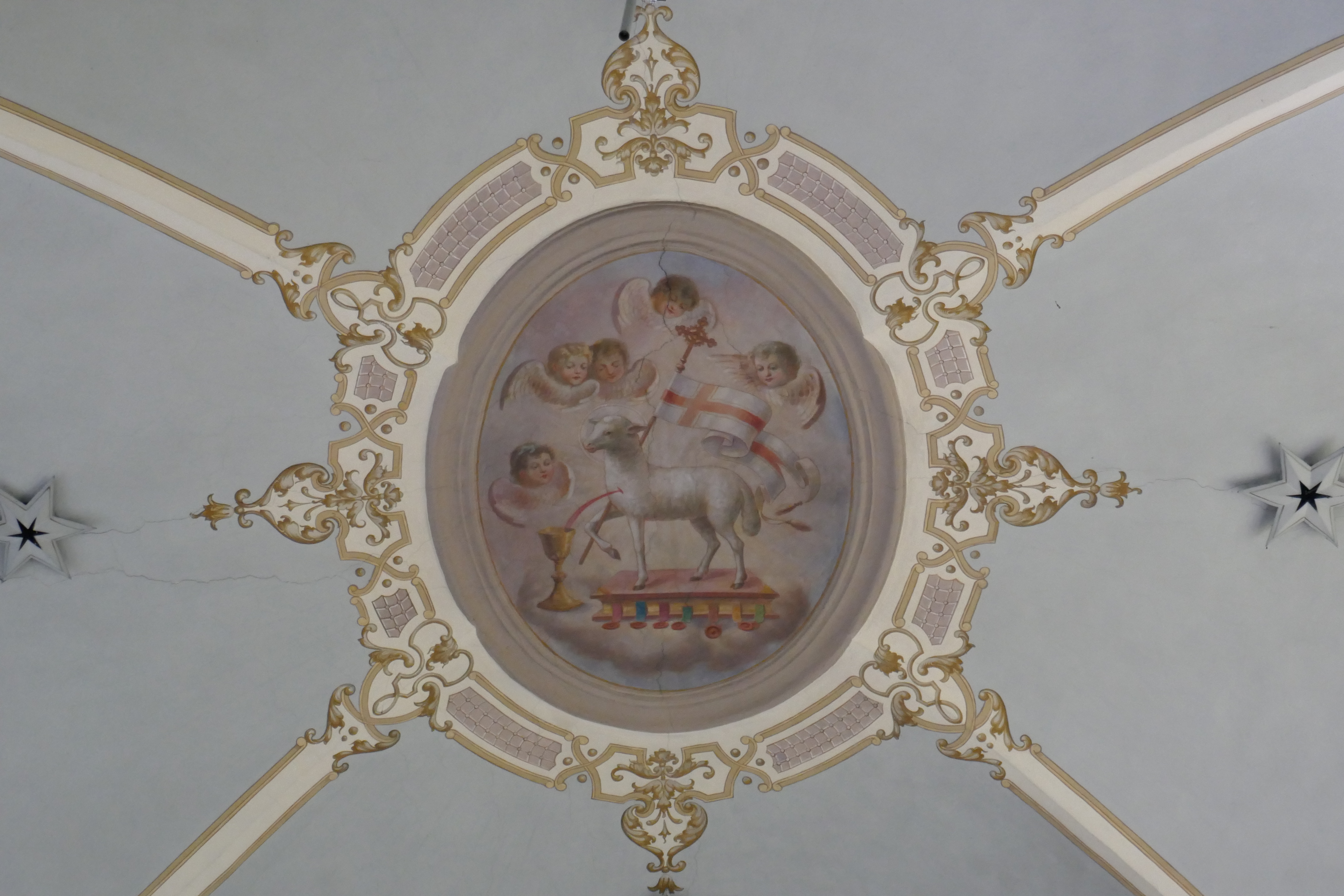
Deckengemälde

## Ausstattung
- Der Hauptaltar mit einer Darstellung der Kirchenpatronin stammt von der zweiten Hälfte des 18. Jahrhunderts.
- Die Seitenaltäre wurden ebenfalls in der zweiten Hälfte des 18. Jahrhunderts aufgebaut.
- Die Kanzel mit Evangelistenfiguren wurde 1735 angefertigt.
- Auch die Doppelmadonna stammt aus dem 18. Jahrhundert.[1]

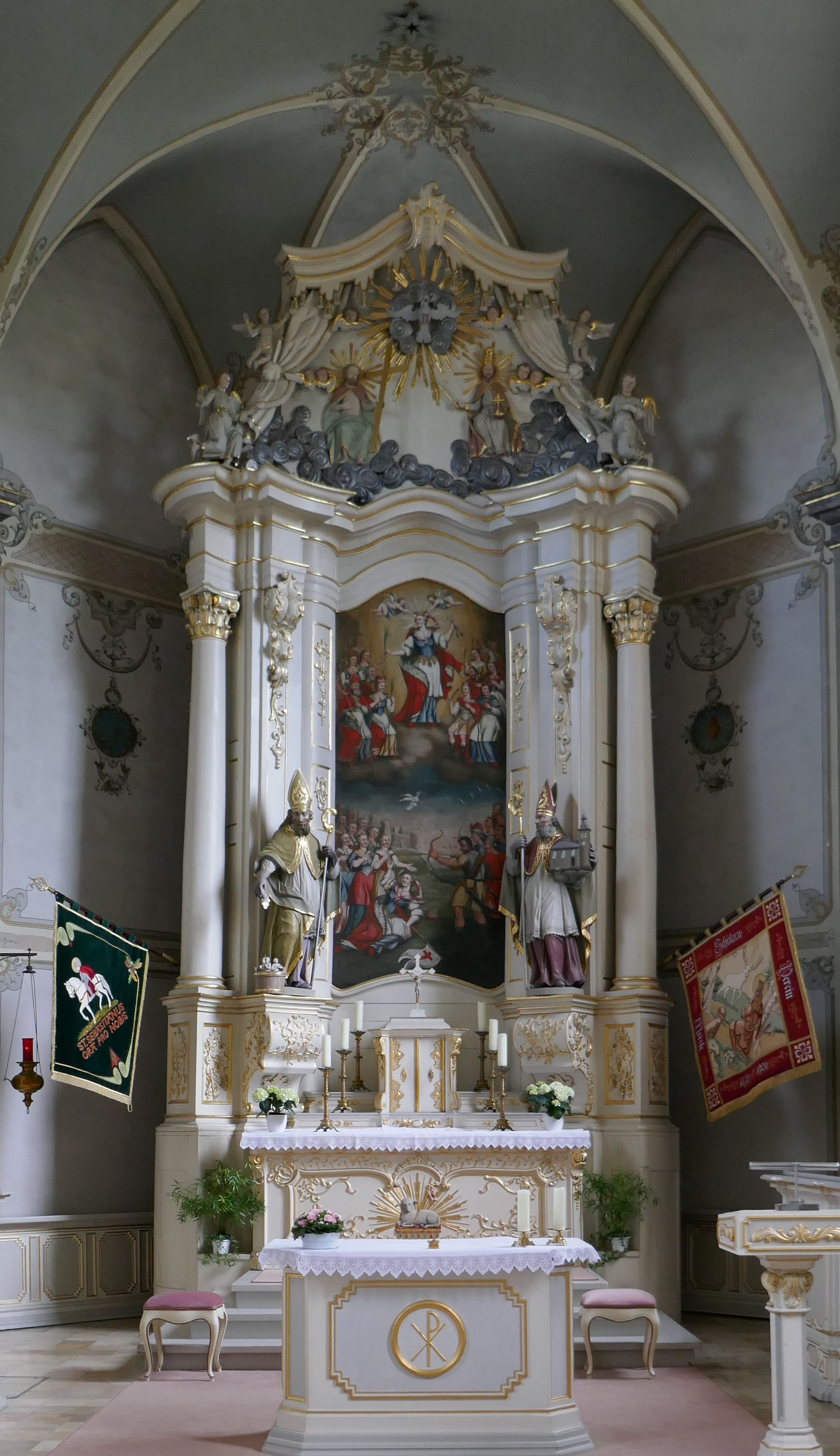
Hauptaltar
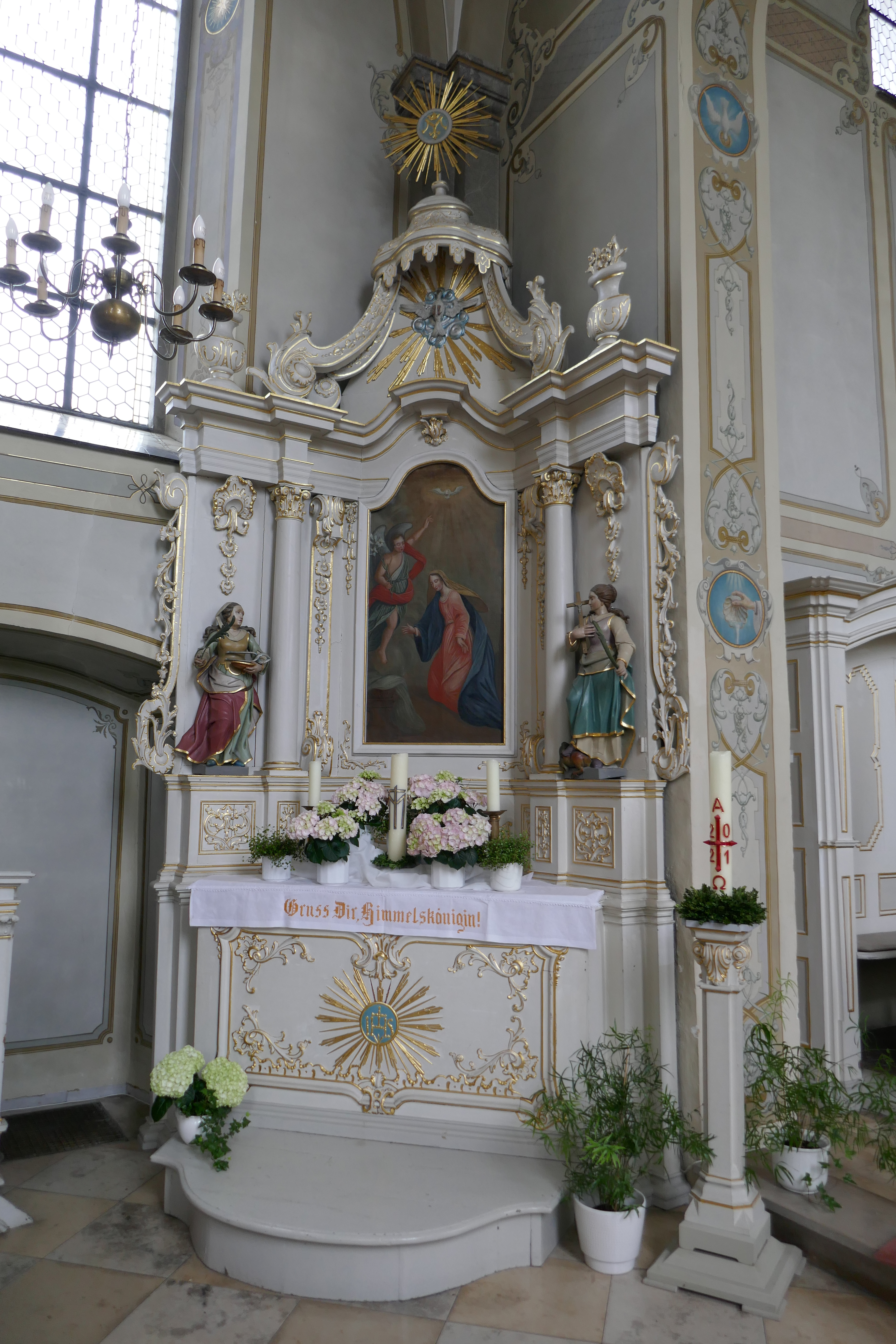
Seitenaltar
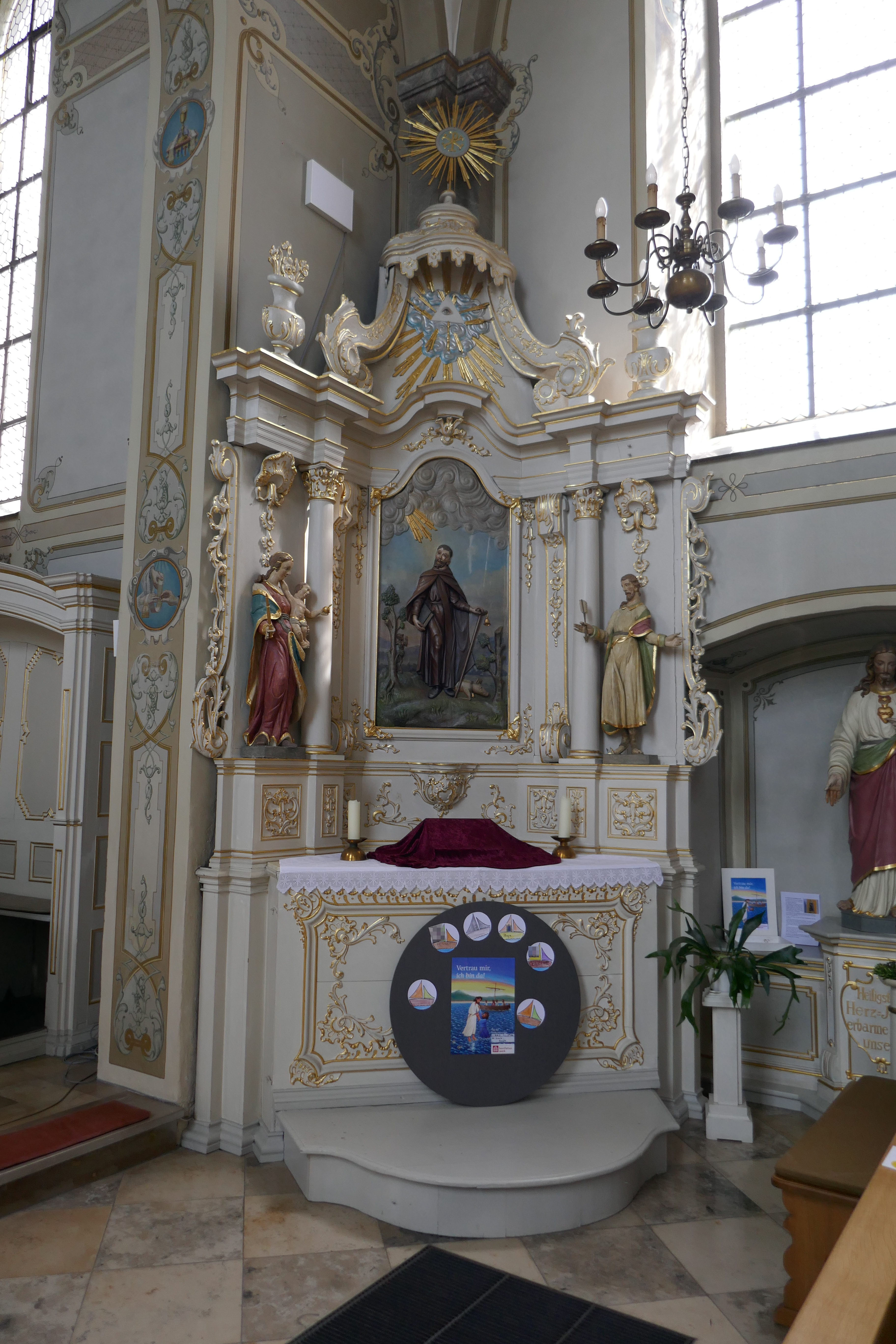
Seitenaltar
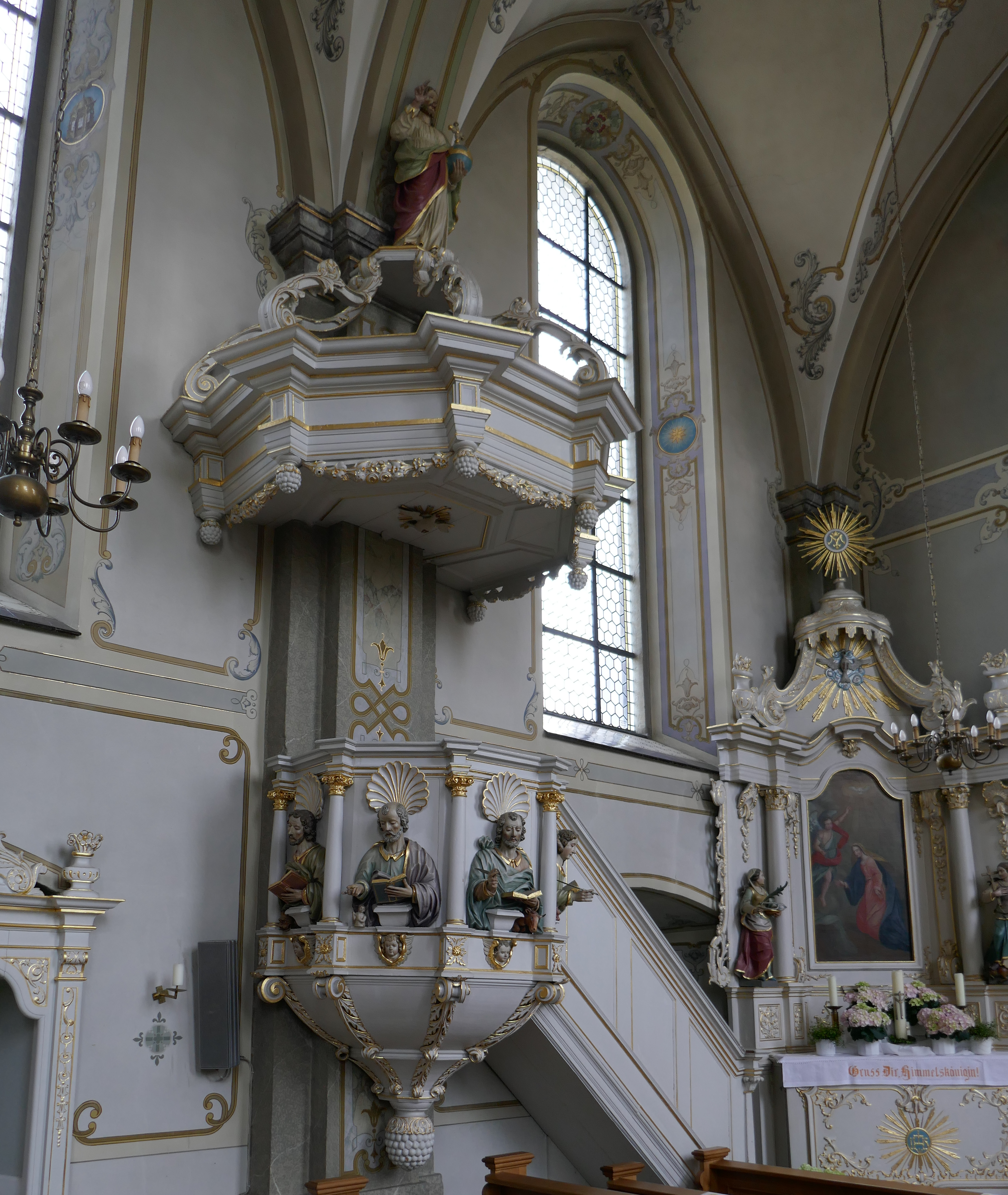
Kanzel
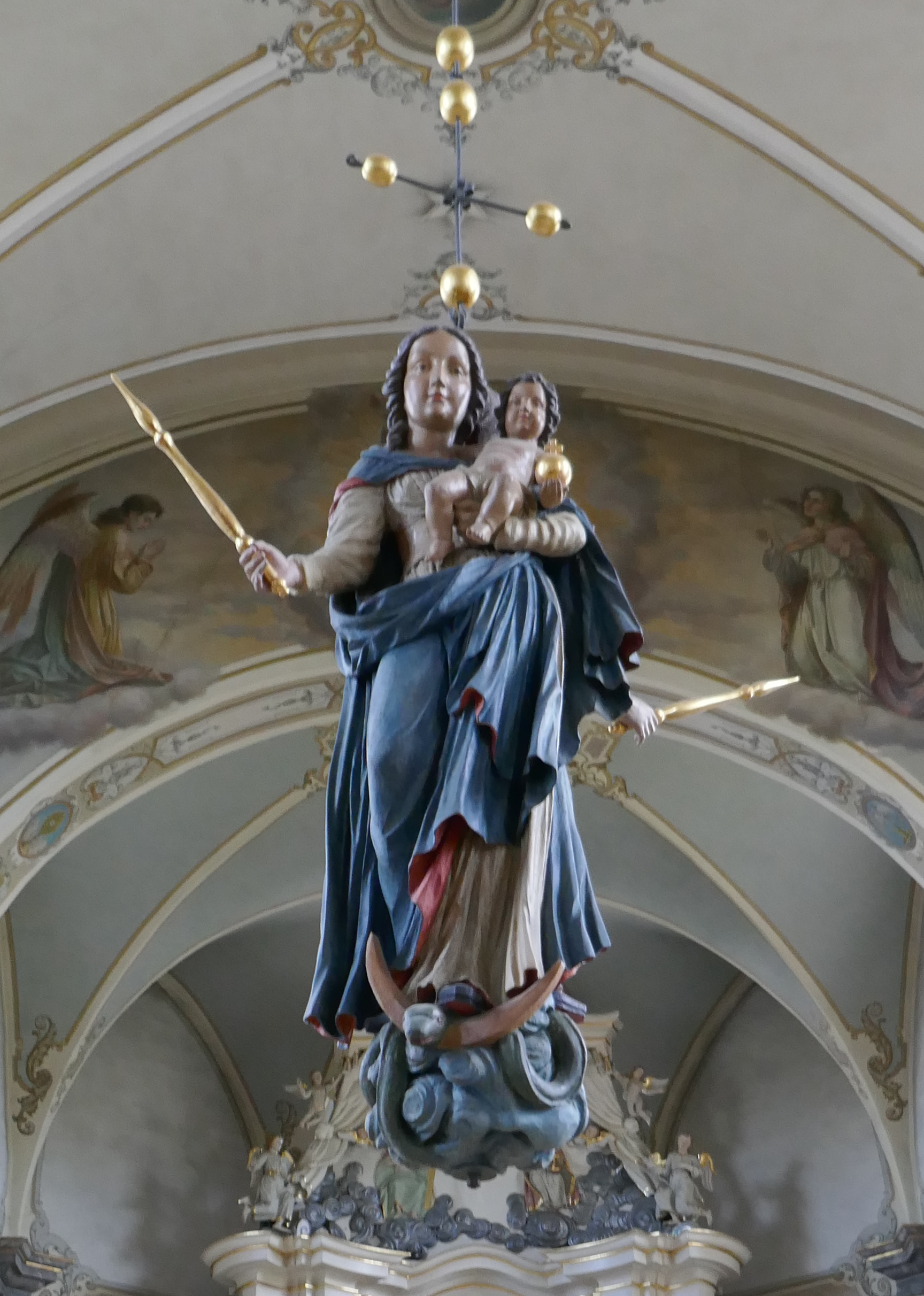
Doppelmadonna

Orgel und Glocken

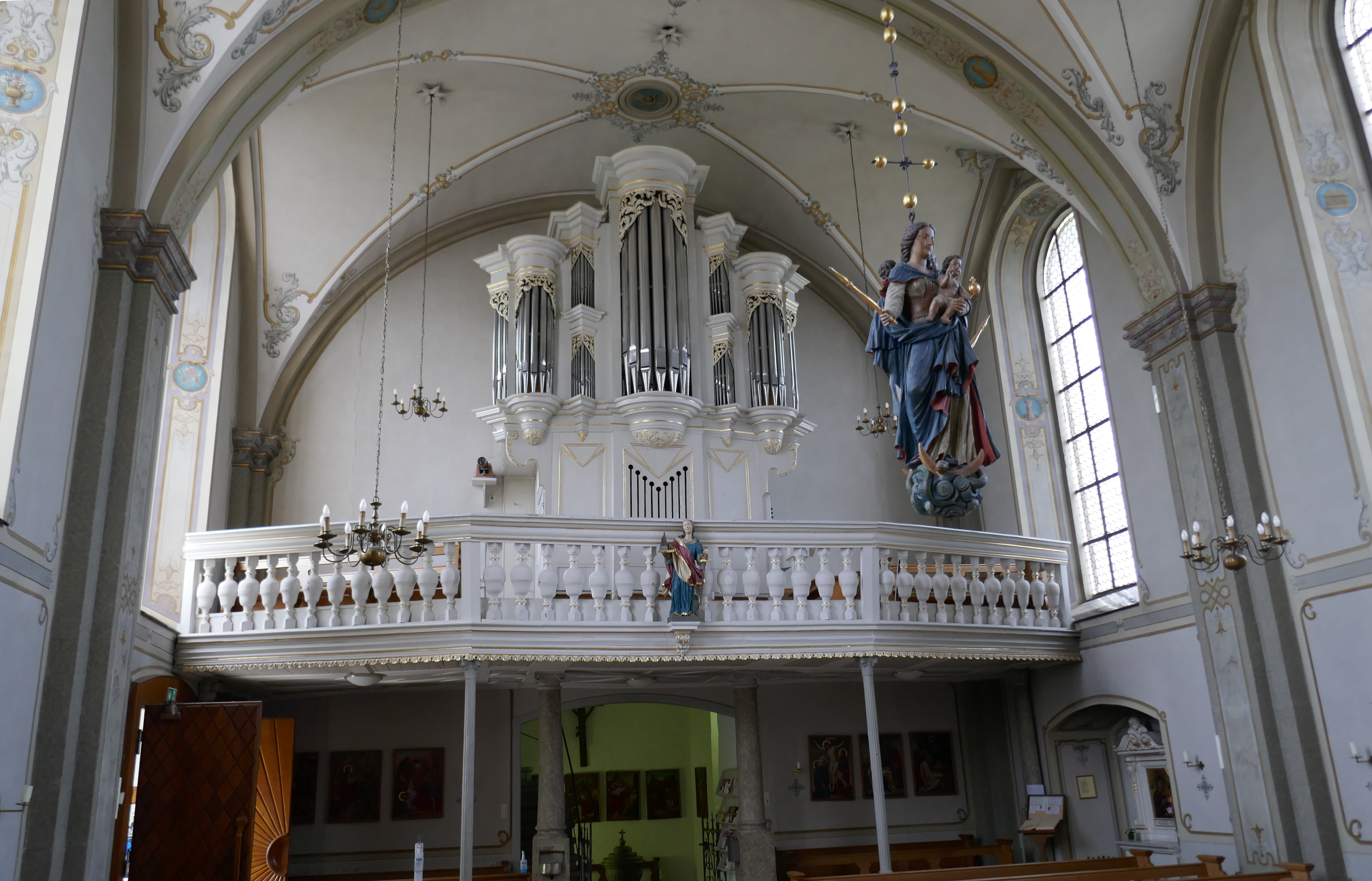
Orgel

- Die Orgel wurde 1741 von Gottfried Frisse aufgestellt. 1988 baute Siegfried Sauer ein neues Instrument mit zwölf Registern im alten Gehäuse, wobei er Material der vorhandenen Orgel verwendete und die Orgel dem Erstzustand anglich.
- Die drei Glocken im Kirchturm wurden 1921 aus Eisenhartguss angefertigt.